# Borová Lada
Borová Lada – miejscowość i gmina (obec) w Czechach, w kraju południowoczeskim, w powiecie Prachatice. W 2022 roku liczyła 265 mieszkańców.